# Кукліна Марина Юріївна
Марина Кукліна, в шлюбі Май (12 червня 1986, Київ — 5 жовтня 2019, Київ) — українська акторка театру та кіно, викладачка сценічної мови. Зіграла більше ніж в 49 роботах та проєктах.

## Життєпис
Марина Кукліна народилася 12 червня 1986 року.
У 2003 році вступила до Київського національного університету театру, кіно і телебачення імені Івана Карпенка-Карого, який закінчила у 2007 році, майстерня Ю. Висоцького. З 2007 року — акторка вищої категорії Київського ТЮГу на Липках. Серед театральних робіт — «Поліанна» — Поліанна (режисер В. Гирич); «Шоша» — Шошеле (режисер А.Май); «Привід замку Кентервіль» — Вірджинія (режисер А. Артіменьєв).
З 2009 року почала зніматися в кіно, дебютувавши в серіалах «За законом» (Олена Нємцова) і «Повернення Мухтара-5» (Людмила). Паралельно зі зйомками була викладачкою сценічної мови в Київському національному університеті театру, кіно і телебачення ім. І. К. Карпенка-Карого, а також викладачкою сценічної мови в Національній академії керівних кадрів культури і мистецтв та в Bilyts Art Centre.
У 2008 році одружилася з українським режисером Андрієм Маєм, взяла прізвище чоловіка Май. Народла сина. Хобі — кінний спорт, ковзанярство, плавання, фехтування, фітнес-аеробіка. Окрім рідної, української володіла російською, англійською, німецькою, іспанською.
У травні 2018 року в неї виявили онкологічну хворобу. Померла 5 жовтня 2019 року у віці 33 роки після боротьби з раком.

## Фільмографія
- 2009 — По закону — Олена Немцова
- 2009 — Возвращение Мухтара-5 — Людмила
- 2010 — Трава под снегом — епізод
- 2010 — Соседи — Наталья, коллега Ігоря
- 2010 — Месяц в деревне (фильм-спектакль) — Єлізавета Богдановна
- 2011—2012 — Я приду сама — Лариса, подруга Олександра
- 2011 — Экстрасенсы-детективы — Оля, екстрасенс
- 2011 — Возвращение Мухтара-7 — Діна
- 2012 — Солнцеворот — Лена, жінка Михайла
- 2012 — СБУ. Спецоперация — Юлія
- 2012 — Порох и дробь — Аліса
- 2012 — Лист ожидания — Оля Панкова
- 2012 — Защитница — Ліда Карасьова
- 2012 — Женский доктор — Оксана
- 2012 — Анна Герман (Anna German. Tajemnica Białego Anioła) — епізод
- 2013 — Убить дважды — адміністратор мотелю
- 2013 — Кривое зеркало души — Катерина, однокурсниця Ольги
- 2013 — Агент — епізод
- 2014 — Я буду чекати тебе завжди — тваринниця
- 2014 — Давай поцелуемся — Зіна, рекламниця
- 2014 — Белые волки-2 — Ольга
- 2015 — Пес — дівчина Созановського
- 2015 — Отдел 44 — Вікторія Терещенко, підозрювана
- 2016 — Моя бабуся Фані Каплан — Спірідонова
- 2016 — Забудь меня, мама! — Антоніна в молодості
- 2016 — Экспресс-командировка — Аліса
- 2017 — Беги, не оглядывайся! — Євгенія
- 2017 — Кафе на Садовой — Ольга
- 2017 — Секрет неприступной красавицы — Ірина Борисівна, вчителька
- 2017 — Подари мне жизнь — Оля, сусідка Валентини
- 2017 — Неисправимые — Люся
- 2017 — Завещание принцессы — медсестра
- 2017 — Женский доктор-3 — Оксана
- 2017 — Доктор счастье — Ніна, коллега Тамари
- 2017 — Доктор Ковальчук — Марина, лікар
- 2018—2019 — Дочки-матери — епізод
- 2018 — Чуже життя — Верочка
- 2018 — Соломоново решение — Інга, подруга Олени
- 2018 — Сердце следователя — Марина, колишня дружина Олега, маникюрщиця
- 2018 — Принцесса Лягушка
- 2018 — Полузащитник — Лара
- 2018 — По законам военного времени-2 — диспетчер на вокзалі
- 2018 — Одна на двоих — Олена
- 2018 — Колдуньи — Люся
- 2018 — Голос из прошлого — Наталья
- 2019 — Прятки — Света Фадеєва, ув'язнена
- 2019 — Інша (телесеріал)  — медсестра
- 2019 — Вскрытие покажет — жінка хірурга[3]

## Театральні роботи
- «Поліанна» — Поліанна
- «Місяць у селі» — Лізаветта Богданівна
- «Не хочу бути собакою» — Собака
- «Шиндай» — Любаша
- «Роман доктора» — Анюта, його дівчина
- «Дванадцять місяців» — Падчерка
- «Над прірвою…» — Фіббі
- «Привид замку Кентервіль» — Вірджинія
- «Дюймовочка» — Дюймовочка